# Too Late Blues
Too Late Blues (br.: A Canção da Esperança) é um filme estadunidense de 1961, do gênero drama, dirigido por John Cassavetes, com trilha sonora de David Raksin.

## Elenco principal
- Bobby Darin…John Ghost Wakefield
- Stella Stevens…Jess Polanski
- Everett Chambers…Benny Flowers
- Nick Dennis…Nick
- Vince Edwards…Tommy
- Val Avery…Frielobe
- Marilyn Clark…Condessa
- James Joyce: Reno
- Rupert Crosse…Baby Jackson
- Cliff Carnell…Charlie, saxofonista
- Richard Chambers…Pete, trompetista
- Seymour Cassel…Red, o baixista
- Dan Stafford…Shelley, o baterista

## Sinopse
John "Ghost" é o líder e o compositor de uma banda de jazz instrumental, que se exibe em orfanatos e praças vazias. Ele não se importa, mas seus companheiros já são maduros e ainda almejam fazer sucesso comercial. Em uma festa, Ghost conhece a aspirante à cantora Jess e ambos se apaixonam, para despeito de Benny, o agente de Ghost.
Ghost convida Jess para a banda enquanto Benny consegue uma chance para a gravação de um disco. Mas, durante a comemoração, há uma briga com bêbados do bar e Ghost entra em crise. Ele sai da banda e briga com Jess, mantendo apenas a relação com Benny, pelo que se arrependerá depois.